# 饗応役
饗応役（きょうおうやく）とは、江戸時代に天皇・上皇・女院より派遣されて江戸に下向してきた使者（それぞれ勅使・院使・女院使）を接待するために江戸幕府が設けた役職である。主に外様大名が任命された。
御馳走役・接待役・館伴役ともいう。
『忠臣蔵』で有名な浅野長矩は吉良義央への刃傷の際に勅使饗応役を務めていたことで知られる。

## 概要
毎年正月には幕府将軍は、高家という旗本たちを派遣して京都の天皇と上皇に対して年賀を奏上する。これに対して天皇と上皇は、答礼として2月下旬から3月半ばにかけて勅使と院使を江戸へ派遣する。これが江戸時代の毎年の恒例行事であった。
江戸へ下向した勅使と院使は江戸にいる間は幕府の伝奏屋敷に滞在するのだが、ここで御馳走をふるまったり、高価な進物を献上したり、勅使院使の行く先の内装を良くしたり、お話し相手になったりなどの諸々の応待をするのが饗応役である。
勅使饗応役に就任するのは、4万石から7万石前後の所領を持つ城主の外様大名、院使饗応役に就任するのは1万石から3万石前後の陣屋の外様大名であることが多かった。
勅使と院使の饗応には莫大な予算がかかることから、幕府は余計な蓄財をさせない意味で外様大名ばかりを任命したのだが、武骨な大名が一人で務めて天皇や上皇の使者に対して無礼があったりしてもいけないので、饗応役の大名には朝廷への礼儀作法に通じた高家肝煎が指南役（口添え役とも）につくのが決まりであった。饗応役の大名はこの高家に対しても指南料として高価な進物を贈らねばならなかった。
こうした勅使が下向・大名が饗応という一連の慣例が確立したのは『徳川実紀』で見たところ寛永9年（1632年）の時のようである。
またこの行事以外にも必要に応じて勅使や院使が江戸や日光へ送られることがあったので、そのたび饗応役は選任された。

## 事件
饗応役を巡っては浅野長矩とその指南役・吉良義央の間で起きた刃傷事件のほかに、宝永6年（1709年）に東叡山寛永寺で行われた5代将軍徳川綱吉の葬儀において大准后使饗応役の織田秀親が中宮使饗応役の前田利昌 (大聖寺新田藩主)に嫌がらせを行い、利昌とその家老の木村九左衛門によって殺害される事件も起きている。

## 年賀答礼の勅使饗応役一覧
- 寛永9年（1632年）：溝口善勝（越後沢海藩主1万4,000石）
- 寛永18年（1641年）：溝口宣直（越後新発田藩主6万石）
- 正保2年（1645年）：京極高和（讃岐丸亀藩主5万石）
- 正保3年（1646年）：水谷勝隆（備中松山藩主5万石）
- 正保4年（1647年）：脇坂安元（信濃飯田藩主5万5,000石）
- 慶安元年（1648年）：黒田長興（筑前秋月藩主5万石）、織田信勝（丹波柏原藩主3万6,000石）
- 慶安4年（1651年）：脇坂安元（信濃飯田藩主5万5,000石）
- 承応元年（1652年）：仙石政俊（信濃上田藩主6万石）
- 明暦元年（1655年）：脇坂安元（信濃飯田藩主5万5,000石）
- 明暦2年（1656年）：小出吉英（但馬出石藩主6万石）、伊東祐久（日向飫肥藩主5万1,000石）
- 寛文8年（1668年）：浅野長直（播磨赤穂藩主5万3,000石）
- 天和3年（1683年）：浅野長矩（播磨赤穂藩主5万3,000石）
- 元禄元年（1688年）：黒田長重（筑前秋月藩主5万石）
- 元禄2年（1689年）：仙石政明（信濃上田藩主5万8,000石）
- 元禄3年（1690年）：亀井茲親（石見津和野藩主4万3,000石）
- 元禄4年（1691年）：溝口重雄（越後新発田藩主5万石）
- 元禄5年（1692年）：京極高豊（讃岐丸亀藩主5万8,500石）
- 元禄6年（1693年）：秋田輝季（陸奥三春藩主5万石）
- 元禄7年（1694年）：亀井茲親（石見津和野藩主4万3000石）
- 元禄8年（1695年）：黒田長清（筑前直方藩主5万石）
- 元禄9年（1696年）：浅野長澄（備後三次藩主5万石）
- 元禄10年（1697年）：伊東祐実（日向飫肥藩主5万1,000石）
- 元禄11年（1698年）：亀井茲親（石見津和野藩主4万3,000石）
- 元禄12年（1699年）：鍋島直之（肥前蓮池藩主5万2,600石）
- 元禄13年（1700年）：稲葉知通（豊後臼杵藩主5万石）
- 元禄15年（1702年）：相馬叙胤（陸奥中村藩主6万石）、蜂須賀隆重（阿波富田藩主5万石）
- 元禄16年（1703年）：黒田長清（筑前直方藩主5万石）